# Principio di Franck-Condon
In spettroscopia e in chimica quantistica il principio di Franck-Condon è un'importante regola che permette di spiegare l'intensità delle transizioni vibroniche in una molecola, ovvero i cambiamenti dei livelli energetici vibrazionali ed elettronici che avvengono in modo simultaneo. Questi si verificano quando una molecola assorbe o emette energia.
Da un punto di vista semiclassico, il principio di Franck-Condon afferma che durante una transizione elettronica il moto dei nuclei viene considerato nullo, in quanto le loro posizioni variano molto più lentamente rispetto a quelle degli elettroni, dato che la loro massa è maggiore rispetto a quella di questi ultimi. Il moto dei nuclei diventa quindi trascurabile in confronto a quello degli elettroni (approssimazione di Born-Oppenheimer). La transizione elettronica è quindi "troppo rapida" perché i nuclei possano rispondere ad essa.
Dal punto di vista quantomeccanico, il principio afferma che durante una transizione elettronica il passaggio da un livello vibrazionale ad un altro è più probabile quanto più le funzioni d'onda corrispondenti ai due stati sono sovrapposte. I livelli e le funzioni vibrazionali sono infatti quelle degli oscillatori armonici quantistici, quelli risultanti da approssimazioni più complesse dell'energia potenziale delle molecole, come ad esempio con il potenziale di Morse.

## Descrizione

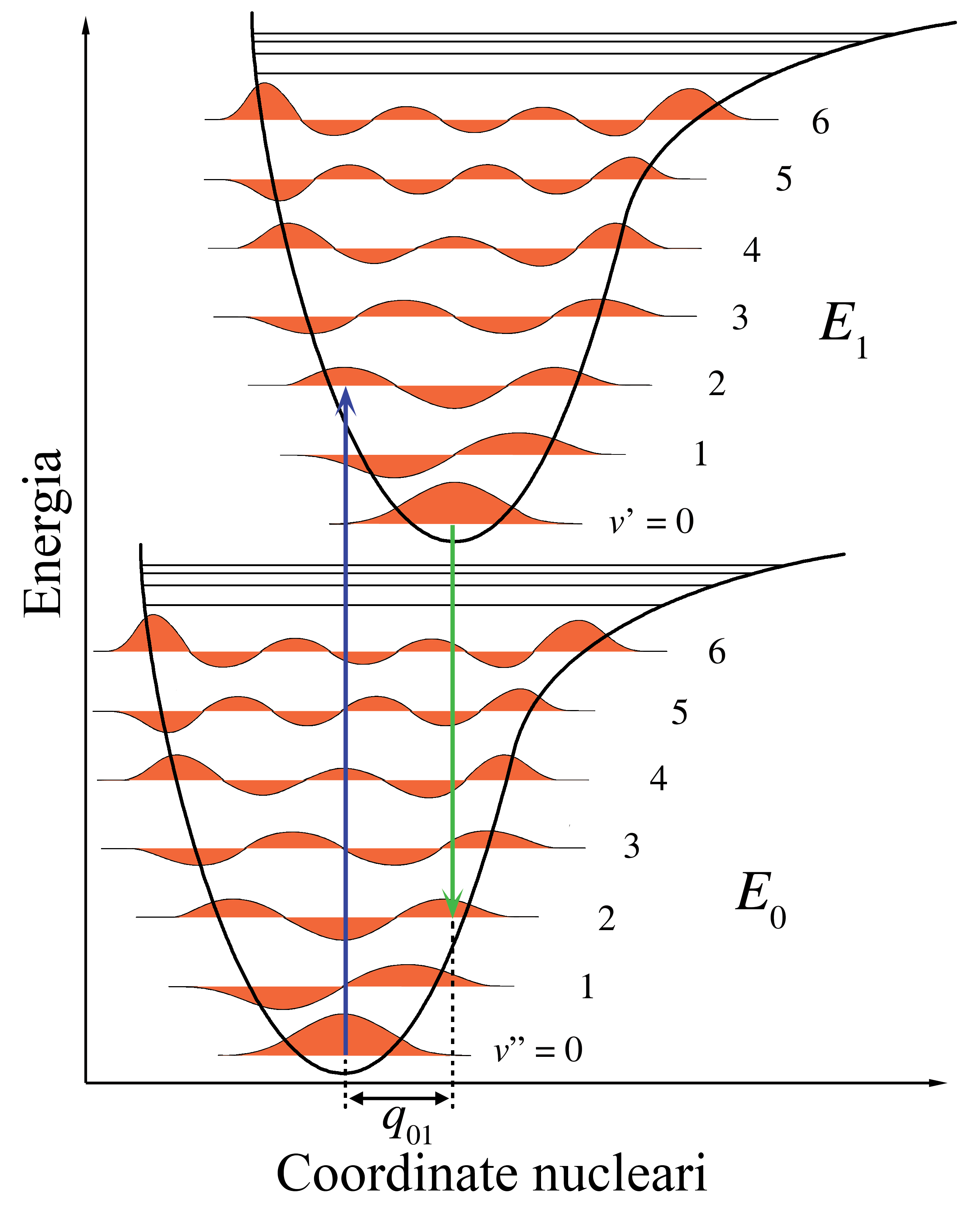
Diagramma di energia che illustra il principio di Franck-Condon. E_{0} e E_{1} sono due livelli elettronici. Le transizioni, indicate dalle frecce blu e verde, avvengono tra stati vibrazionali (indicati da v) le cui funzioni d'onda hanno massimi nella stessa posizione.

La figura a lato illustra il principio di Franck-Condon per transizioni vibroniche in una molecola la cui energia potenziale tra i nuclei è descritta dal potenziale di Morse sia per lo stato fondamentale {\displaystyle E_{0}} degli elettroni che per il primo stato eccitato {\displaystyle E_{1}}.
Supponendo che il sistema sia a temperatura ambiente e che la molecola si trovi nel livello vibrazionale fondamentale {\displaystyle v''=0}; assorbendo energia può raggiungere stati elettronici eccitati. Si possono considerare due casi: se durante la transizione la distanza internucleare di equilibrio {\displaystyle R_{0}} è identica a quella dello stato elettronico eccitato, siamo nel caso A; altrimenti se risulta maggiore siamo nel caso B. Nel grafico lo stato elettronico eccitato viene chiamato {\displaystyle E_{1}}, e la transizione vibronica viene indicata con una freccia verticale, considerando l'approssimazione secondo cui le coordinate dei nuclei rimangono costanti durante la transizione. La probabilità che la molecola possa finire in un particolare livello vibrazionale, è proporzionale al quadrato dell'integrale di sovrapposizione delle funzioni d'onda vibrazionali di partenza e di arrivo, ovvero
{\displaystyle P_{i\rightarrow f}\propto \left|\langle f|i\rangle \right|^{2}=\left|\int \psi _{f}^{*}(R)\psi _{i}(R)dR\right|^{2}}
dove {\displaystyle |i\rangle } ed {\displaystyle \langle f|} rappresentano rispettivamente gli stati di partenza ed arrivo nella notazione di Dirac, e {\displaystyle \psi _{i,f}(R)} sono le corrispondenti funzioni d'onda.
Nello stato elettronico eccitato le molecole si rilassano più velocemente ad un livello vibrazionale basso e da qui decadono allo stato elettronico minore emettendo energia. Nella stessa figura si nota che le transizioni avvengono con i nuclei alla distanza internucleare di equilibrio per lo stato di partenza. Vi sono perciò tante transizioni verticali con i nuclei fermi a tutte le distanze internucleari possibili nello stato di partenza (ogni transizione pesata secondo la probabilità, a quella distanza).
Tenendo conto dei rapporti di popolazione tra i diversi livelli vibrazionali, a temperatura ambiente, si può ammettere, con buona approssimazione, che ogni transizione elettronica parta dallo stato vibrazionale fondamentale {\displaystyle v''=0}, appartenente allo stato elettronico fondamentale. Può concludersi, comunque, a diversi livelli vibrazionali dello stato eccitato, dando origine alla cosiddetta "struttura vibrazionale" della banda elettronica.

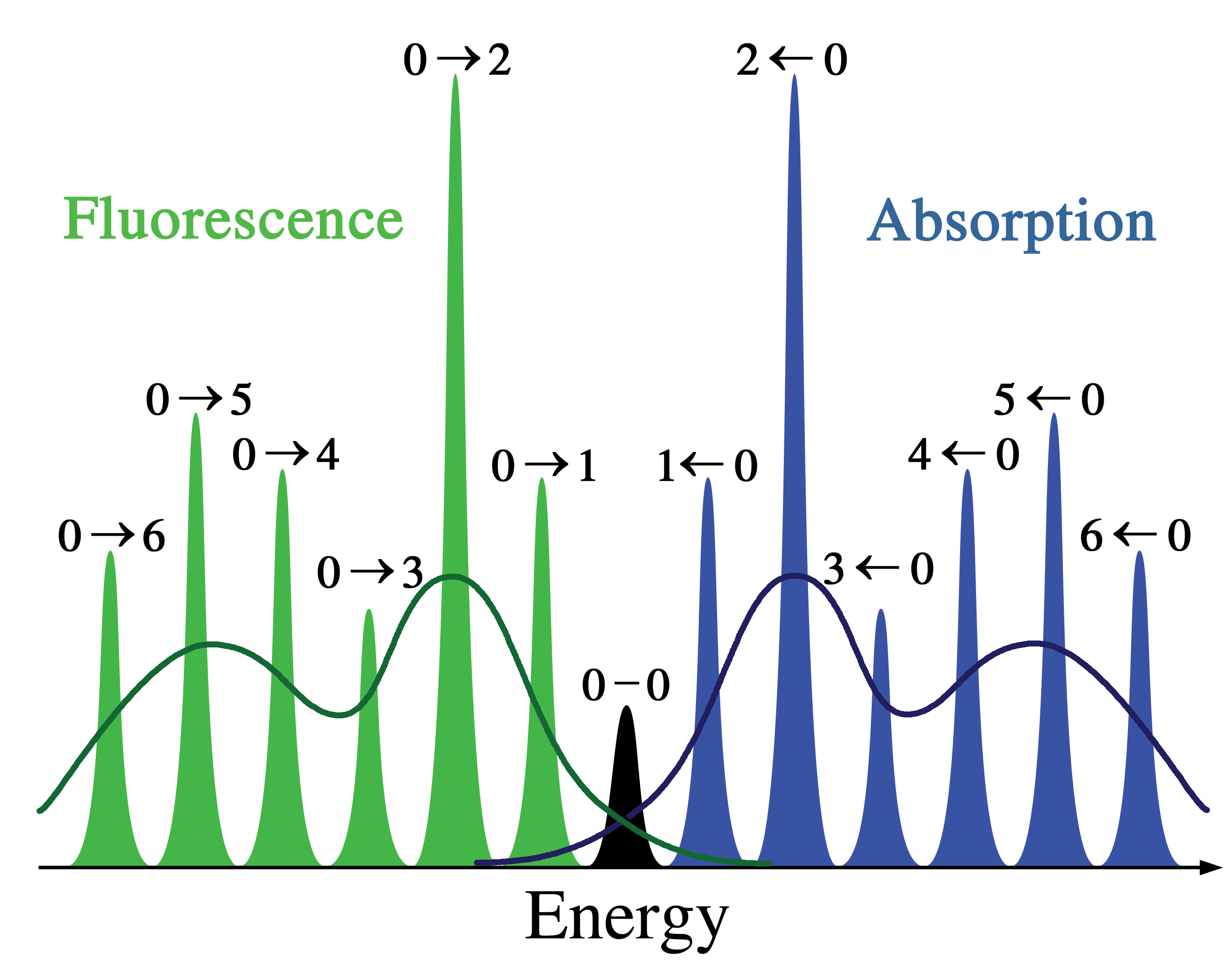
Schema di uno spettro di assorbimento e di fluorescenza corrispondente al diagramma nella figura precedente.

Queste diverse transizioni danno origine a diversi picchi nello spettro di assorbimento, che vengono indicati con 0-0', 0-1', etc., dove il primo numero indica il numero quantico vibrazionale dello stato elettronico di partenza e il secondo quello dello stato elettronico di arrivo. La banda 0-0' è, naturalmente, quella a frequenza minore (lunghezza d'onda maggiore). La differenza (in frequenza) fra due picchi vibrazionali adiacenti è pari ad una frequenza vibrazionale caratteristica dello stato elettronico eccitato.
Nella seconda figura è riportato un esempio di spettro; la figura mostra anche le differenze nei rapporti di intensità delle bande vibrazionali per i due casi. I rapporti di intensità delle bande vibrazionali, entro una data banda elettronica, sono proporzionali ai cosiddetti fattori di Franck-Condon, dati dall'integrale di sovrapposizione riportato in precedenza. Una banda della struttura vibrazionale sarà tanto più intensa quanto maggiore è la sovrapposizione tra le distribuzioni di probabilità dei due stati vibrazionali, di partenza e di arrivo.
Assumendo che il potenziale dei nuclei sia lo stesso per ciascuno stato elettronico, le funzioni d'onda dei livelli vibrazionali fondamentali di ciascuno di questi stati hanno la stessa forma, con un massimo in corrispondenza della distanza di equilibrio per quello stato. Nel caso A le curve sono esattamente sovrapponibili se traslate verticalmente in modo da far coincidere i due livelli 0 e 0', mentre nel caso B, la curva per lo stato elettronico eccitato è traslata orizzontalmente, con il minimo della funzione a valori di R maggiori, in accordo con il valore più grande della distanza di equilibrio. Le due curve si sovrappongono poco quando si spostano verticalmente, facendo coincidere i livelli 0 e 0'. Negli stati vibrazionali eccitati aumenta la probabilità di trovare i nuclei nelle posizioni più lontane dall'equilibrio (in corrispondenza del massimo accorciamento e massimo allungamento possibile per un dato stato vibrazionale), mentre diminuisce la probabilità per la distanza di equilibrio.
Nel caso A, la sovrapposizione delle funzioni d'onda dello stato vibrazionale di partenza ({\displaystyle v''=0}) con quella di uno qualsiasi degli stati vibrazionali eccitati di arrivo è minore rispetto alla sovrapposizione con quella dello stato vibrazionale {\displaystyle v'=0}. Nel caso di un potenziale puramente armonico, quest'ultima è la sola transizione attiva, in considerazione dell'ortogonalità delle funzioni d'onda dell'oscillatore armonico. Corrispondentemente, la banda vibrazionale più intensa si ha per la transizione indicata 0-0'. Nel caso B, lo spostamento orizzontale dello stato elettronico eccitato fa sì che alcuni massimi nella curva relativa agli stati vibrazionali eccitati si trovino in corrispondenza della distanza di equilibrio dello stato di partenza ({\displaystyle v''=0}). Nella prima figura, ad esempio, il massimo della distribuzione di probabilità nel secondo stato vibrazionale eccitato (stato elettronico eccitato) è proprio in corrispondenza del massimo nella funzione d'onda di {\displaystyle v''=0} (stato elettronico fondamentale). Tra queste due curve si ha la massima sovrapposizione, e, coerentemente, nello spettro la transizione 0-2' ha intensità maggiore delle altre.